# Zoran Jovanović
Zoran Jovanović (in serbo Зоран Јовановић?; Belgrado, 25 maggio 1965) è un ex cestista e allenatore di pallacanestro jugoslavo.

## Carriera
Con la Jugoslavia ha disputato i Campionati mondiali del 1990 e i Campionati europei del 1991.

## Palmarès

### Giocatore
- YUBA liga: 1

Stella Rossa Belgrado: 1992-93
- Campionato macedone: 1

Rabotnički Skopje: 1994-95
- Coppa di Jugoslavia: 1

Budućnost: 1998